# علی‌اصغرلی (شهرستان فضولی)
علی‌اصغرلی (به لاتین: Ələsgərli) یک منطقهٔ مسکونی در جمهوری آذربایجان است که در شهرستان فضولی واقع شده‌است.